# 沙尔穆瓦 (奥布省)
沙尔穆瓦（法語：Charmoy，法語發音：[ʃaʁmwa]）是法国奥布省的一个市镇，属于塞纳河畔诺让区。

## 地理
沙尔穆瓦（48°24'11"N, 3°35'11"E）面积6.89 平方千米，位于法国大東部大區奥布省，该省份为法国中北部省份，北起马恩省，西接塞纳-马恩省，西南至约讷省，东南至科多尔省，东临上马恩省。
与沙尔穆瓦接壤的市镇（或旧市镇、城区）包括：阿旺莱马西伊、布尔德奈、费莱马西伊、特朗科。

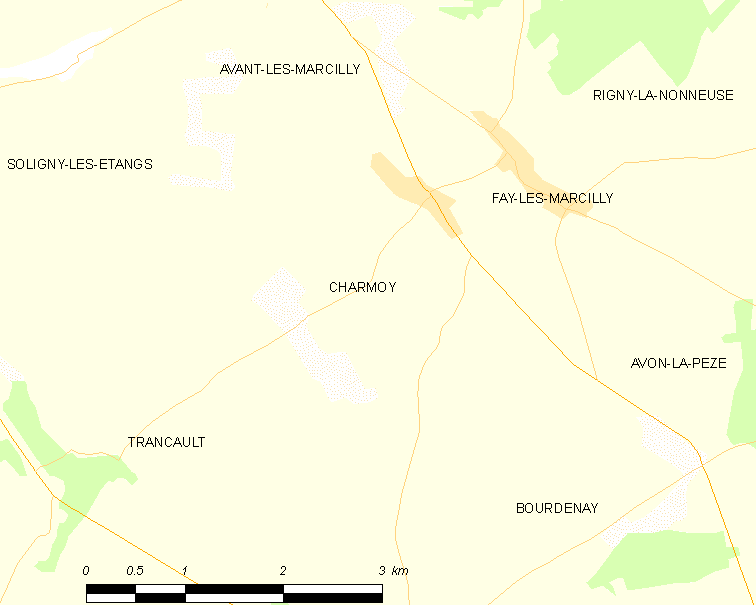
的OSM定位图

沙尔穆瓦的时区为UTC+01:00、UTC+02:00（夏令时）。

## 行政
沙尔穆瓦的邮政编码为10290，INSEE市镇编码为10085。

## 政治
沙尔穆瓦所属的省级选区为圣利耶县。

## 人口

1962-2008年间人口变化图示

沙尔穆瓦于2022年1月1日时的人口数量为63人。